# Bartolomeu de Badlesmere
Bartolomeu de Badlesmere, 1.º Barão Badlesmere (em inglês: Bartholomew; 18 de agosto de 1275 — Blean, 14 de abril de 1322), soldado, diplomata, membro do Parlamento, latifundiário e nobre inglês, foi filho e herdeiro de Gunselmo de Badlesmere (morto por volta de 1301). Lutou com o exército inglês na França e Escócia durante os últimos anos do reinado de Eduardo I e início do reinado de Eduardo II da Inglaterra. Foi executado após participar de uma rebelião mal sucedida liderada pelo Conde de Lancaster.

## Carreira
Os primeiros registros da vida de Bartolomeu têm relação com o seu serviço militar nos exércitos reais, que incluem campanhas na Gasconha (1294), Flandres (cerca de 1297) e Escócia (1298, 1300, 1301-4, 1306, 1307, 1308, 1310-1311, 1314, 1315 e 1319). Porém, mesmo em uma idade relativamente jovem, suas atividades não se limitaram à vida militar. Em outubro de 1300, fez parte da comitiva autorizada pelo rei que acompanhou Henrique de Lacy, 3º conde de Lincoln, quando este partiu para Roma no mês seguinte, a fim de queixar-se ao Papa Bonifácio VIII das injúrias contra ele feitas pelos escoceses. Um processo judicial aberto em 13 de abril de 1301, presumivelmente, logo após a morte de seu pai, para se saber a identidade do próximo herdeiro das terras que a ele pertenceram, levou a uma audiência em 30 de abril do mesmo ano, que confirmou que o herdeiro era seu filho Bartolomeu, então com vinte e seis anos de idade.
Bartolomeu de Badlesmere e Fulk Payfrer foram os cavaleiros que representaram o condado de Kent, no Parlamento inglês de janeiro de 1306/7 até 27 de março de 1307. Também em 1307, Bartolomeu foi nomeado governador do Castelo Bristol, para prover a defesa de Bristol. Nesse cargo, ele comandou a subjugação da cidade quando esta desafiou a autoridade real em 1316.
Em 1310, Bartolomeu atuou como representante do Lorde Alto Condestável da Inglaterra, em nome do Conde de Hereford. Serviu também como seu lugar-tenente, quando Hereford recusou-se a exercer as suas funções na campanha escocesa de 1310-1311. Fez parte da comitiva do Conde de Gloucester na Batalha de Bannockburn, em 24 de junho de 1314, a própria subcomitiva de Bartolomeu consistia em pelo menos cinquenta homens. Foi criticado nessa ocasião por não vir em socorro a Gloucester quando este perdeu a vida em um ataque impetuoso contra os piqueiros escoceses.
Em janeiro do ano seguinte, Bartolomeu foi um dos muitos notáveis que participaram do funeral de Piers Gaveston.
Em 28 de abril de 1316, Bartolomeu foi um dos quatro homens autorizados a conceder salvo-condutos em nome do Rei para Roberto de Bruce e outros escoceses para que eles pudessem vir para a Inglaterra e negociar uma trégua. Em dezembro do mesmo ano, foi convocado, juntamente com o Bispo de Ely e o Bispo de Norwich para ir em comitiva até o Papa João XXII, em Avinhão, e pedir sua ajuda contra os escoceses e ainda solicitar uma bula pontifícia que dispensasse o Rei de seu juramento com relação às Portarias de 1311, que restringiam o seu poder. Em junho do mesmo ano, a filha de Bartolomeu, Isabel, casou-se com Edmundo, filho e herdeiro de Rogério Mortimer. O pai de Isabel era suficientemente rico para pagar duas mil libras pelo casamento, em troca de uma extensa propriedade.
Em 1 de novembro de 1317, o rei nomeou Bartolomeu como custodiante do Castelo de Leeds, em Kent. Isto se seguiu a uma transação em 20 de março de 1317-1318, pela qual o rei concedeu o castelo e a mansão de Leeds, juntamente com os imóveis do Priorado de Leeds para Bartolomeu e seus herdeiros em troca da mansão e os imóveis de Bartolomeu em Adderley, Shropshire.
No final de novembro de 1317, Bartolomeu fez um pacto com um número de nobres e prelados, incluindo o Conde de Pembroke, o Conde de Hereford e o arcebispo de Canterbury com o objetivo de reduzir a influência sobre o Rei daqueles assessores que eles desaprovavam. Bartolomeu e seus associados formaram um grupo sem regras estritas ao qual os historiadores modernos se referem como o "Partido do Meio", que detestava tanto os asseclas de Eduardo, como os Despensers, e os seus inimigos violentos, os Lancaster. Embora Bartolomeu fosse muito hostil a Tomás, 2º conde de Lancaster, ele ajudou a trazer a concórdia entre o rei e o conde em 1318.
Em 1 de outubro de 1318, Bartolomeu esteve com o rei em Iorque, nos preparativos para repelir uma invasão pelos escoceses. Dezenove dias depois, foi nomeado Lorde Steward no lugar de William Montagu. Esta posição era de grande importância, uma vez que dava acesso diário à presença do Rei e influência considerável sobre quem mais poderia ter acesso a ele. Bartolomeu ainda detinha este cargo em junho de 1321. Os subsídios financeiros que ele recebeu durante este período incluíram 500 libras esterlinas pelo cargo de Lorde Steward e mais de 1.300 libras em outubro de 1319.
Em 1319, Bartolomeu obteve licença do rei para fundar um priorado em sua propriedade de Badlesmere, mas o priorado proposto nunca foi criado. Em junho do ano seguinte, ele ofereceu uma recepção esplêndida no Castelo Chilham para Eduardo II e sua comitiva, quando eles viajavam para Dover a caminho da França. Também em 1320, foi-lhe concedido o controle do Castelo de Dover e nomeado Lorde Warden of the Cinque Ports e em 1321 foi nomeado governador do Castelo Tonbridge.
Durante o primeiro semestre de 1321, Bartolomeu, juntamente com o Bispo de Worcester e o Bispo de Carlisle e outros representaram o Rei em negociações infrutíferas para obter uma paz permanente ou uma trégua prolongada com os escoceses.

## Rebelião
No verão de 1321, Bartolomeu desafiou o rei, associando-se a seu inimigo mútuo, o Conde de Lancaster, e seus aliados em sua oposição declarada aos que chamava de "conselheiros do mal" de Eduardo, como os Despensers. As tropas do Conde se deslocaram do norte em direção a Londres, chegando à capital no final de julho.
No outono, o Rei começou a perseguir diretamente Bartolomeu, provavelmente em parte porque muitas de suas propriedades se localizavam mais perto de Londres do que as de outros magnatas, como Lancaster e em parte por causa da raiva que sentiu com a deslealdade vinda do seu próprio Lorde Steward. Eduardo retomou o controle sobre o Castelo de Dover e proibiu a entrada Bartolomeu no condado de Kent, uma determinação que ele prontamente violou. Bartolomeu, em seguida, voltou para Witney, Oxfordshire, onde um torneio com a participação de muitos de seus novos aliados estava sendo realizado. No retorno a Londres após uma peregrinação à Cantuária, a rainha consorte de Eduardo II, Isabel de França não fez a rota mais direta, e desviou para o Castelo de Leeds, onde exigiu o acesso, que lhe foi negado pela esposa de Bartolomeu, na ocasião governador do castelo, ocasionando então o cerco deste pelas tropas reais. Embora Bartolomeu tenha reunido uma força armada e marchado de Witney em direção a Kent, pelo tempo que demorou a chegar a Kingston upon Thames, ficou claro que não receberia ajuda de Lancaster e seus seguidores e por isso não foi capaz de tomar medidas eficazes para aliviar o cerco. Durante os meses seguintes, a guerra civil eclodiu.
Em 26 de dezembro 1321, o rei ordenou que o xerife de Gloucester prendesse Bartolomeu. Pouco tempo depois, o rei ofereceu salvo-condutos para os rebeldes que o procurassem, com exceção específica a Bartolomeu de Badlesmere.
Detalhes contidos nos mandados de prisão sinalizam o progresso de Bartolomeu e seus companheiros pela Inglaterra. Em 15 de janeiro de 1321/2, eles ocuparam e queimaram a cidade de Bridgnorth, Shropshire e saquearam os castelos de Elmley e Hanley. Em 23 de fevereiro, os rebeldes foram vistos em Northamptonshire. Em 1º de março, Bartolomeu foi relatado como um dos rebeldes proeminentes que haviam chegado em Pontefract. Em 11 de março o xerife de Nottingham e Derby recebeu ordem de prender o mesmo grupo, que tinha tomado Burton upon Trent, mas eles partiram daquela cidade quando o exército real se aproximou.
Em 16 de março de 1321/2, o Conde de Lancaster e seus aliados foram derrotados na Batalha de Boroughbridge.

## Morte
Bartolomeu fugiu de Boroughbridge em direção ao sul e, de acordo com o "Livere de Reis", foi capturado em um pequeno bosque perto de Brickden e levado pelo Conde de Mar para Cantuária. Outros detalhes da captura aparecem em "Collectanea" de John Leland, que afirma que Bartolomeu foi capturado em Stow Park, na mansão do Bispo de Lincoln, que era seu sobrinho". Stow Park fica cerca de 16 quilômetros a noroeste do centro de Lincoln, onde o bispo na época era Henry Burghersh. A localização de "Brickden" é incerta, mas pode muito bem se referir a Buckden, Huntingdonshire, outro lugar onde o Bispo de Lincoln tinha uma casa senhorial (Buckden Towers). Isso pode explicar a razão para os diferentes relatos do lugar em que Bartolomeu estava quando foi preso, pois as duas eram residências de seu sobrinho.
Bartolomeu foi julgado em Cantuária em 14 de abril de 1322 e condenado à morte. No mesmo dia, foi levado para Blean, onde ele tinha uma propriedade. Lá, ele foi enforcado e decapitado. Sua cabeça foi exibida no Burgh Gate em Cantuária e o restante de seu corpo deixado pendurado em Blean. Ali provavelmente, permaneceu por algum tempo, até que o pedido dos prelados para que os corpos dos nobres ainda pendurados na forca tivessem um enterro eclesiástico fosse atendido pelo Parlamento de 1324. Em um livro que foi publicado pela primeira vez em 1631, o antiquário John Weever afirmou que Bartolomeu foi enterrado em White Frades, Cantuária; esta era uma comunidade da Ordem de Santo Agostinho.

## Patrimônio
Nos últimos anos de sua vida, Bartolomeu possuía uma vasta lista de propriedades, tanto em seu próprio nome, quanto em conjunto com sua esposa Margarete. Esses bens foram confiscados por ocasião da rebelião de Bartolomeu. Durante os primeiros quatro anos de reinado de Eduardo III, uma série de inquisições post mortem definiram quais propriedades Margarete tinha direito e também aquelas que seu filho Giles receberia por herança. Grande parte das propriedades foi restaurada para a viúva de Bartolomeu ou atribuída a Giles, que naquele momento ainda era menor de idade e estava sob a tutela do rei.

## Família
Bartolomeu casou com Margarida, viúva de Gilberto de Umfraville. O casamento ocorreu em 30 de junho de 1308, e o casal foi presenteado com a mansão de Bourne, em Sussex. Margarida era filha de Tomás de Clare e de sua esposa Juliana FitzGerald. Uma visão abrangente dos seus filhos pode ser vista nos registros de inúmeras inquisições post mortem que foram realizadas após a morte de seu filho Giles em 7 de junho de 1338. Os nomes dos filhos de Bartolomeu foram os seguintes, listados em ordem decrescente de idade:
- Margery de Badlesmere, casou com William de Ros, 2º barão de Ros, depois, Tomás de Arundel
- Maud de Badlesmere, casou com Roberto FitzPayn, depois, John de Vere, 7º conde de Oxford
- Isabel de Badlesmere, casou com Edmundo Mortimer, depois, Guilherme de Bohun, 1º conde de Northampton
- Giles de Badlesmere, casou com Isabel Montagu, e morreu sem deixar herdeiros[1]
- Margarete de Badlesmere, casou com João Tiptoft, 2º barão Tibetot